# Campeonato Africano de Atletismo de 2022 - Heptatlo feminino
A prova do heptatlo feminino do Campeonato Africano de Atletismo de 2022 foi disputada nos dias 8 e 9 de junho, no Complexo Esportivo Nacional Cote d'Or, em Saint Pierre, na Maurícia.

## Recordes
Antes desta competição, os recordes mundiais e do campeonato nesta prova eram os seguintes:
|                       | Nome                 | Nacionalidade  | Pontos   | Local  | Data                   |
| --------------------- | -------------------- | -------------- | -------- | ------ | ---------------------- |
| Recorde mundial       | Jackie Joyner-Kersee | Estados Unidos | 7291 pts | Seul   | 24 de setembro de 1988 |
| Recorde do campeonato | Uhunoma Osazuwa      | Nigéria        | 6153 pts | Durban | 25 de julho de 2016    |
| Recorde africano      | Margaret Simpson     | Gana           | 6423 pts | Götzis | 29 de maio de 2005     |

## Medalhistas
| Ouro                    | Prata                 | Bronze             |
| Odile Ahouanwanou (BEN) | Shannon Verster (RSA) | Nada Chroudi (TUN) |

## Cronograma
Todos os horários são locais (UTC+4). 
| Data       | Hora  | Evento                   |
| ---------- | ----- | ------------------------ |
| 8 de junho | 08:30 | 100 metros com barreiras |
| 8 de junho | 09:40 | Salto em altura          |
| 8 de junho | 12:15 | Arremesso de peso        |
| 8 de junho | 16:40 | 200 metros               |
| 9 de junho | 09:30 | Salto em distância       |
| 9 de junho | 10:15 | Lançamento de dardo      |
| 9 de junho | 16:45 | 800 metros               |

## Resultados

### 100 metros com barreiras
A prova teve início dia 8 de junho às 08:30.
Vento: +0.4 m/s
| Posição | Raia | Atleta                | Nacionalidade | Tempo | Pontos | Notas |
| ------- | ---- | --------------------- | ------------- | ----- | ------ | ----- |
| 1       | 1    | Odile Ahouanwanou     | Benim         | 13.82 | 1004   |       |
| 2       | 6    | Shannon Verster       | África do Sul | 14.44 | 917    |       |
| 3       | 5    | Kemi Petersen         | Nigéria       | 14.47 | 913    |       |
| 4       | 7    | Nada Chroudi          | Tunísia       | 14.81 | 867    |       |
| 5       | 3    | Wedian Mokhtar        | Egito         | 15.17 | 819    |       |
| 6       | 2    | Adèle Mafogang Tenkeu | Camarões      | 15.83 | 735    |       |
| 7       | 4    | Aminata Bah           | Mali          | 15.88 | 729    |       |

### Salto em altura
A prova teve início dia 8 de junho às 09:40.
| Posição | Atleta                | Nacionalidade | 1.40 | 1.43 | 1.46 | 1.49 | 1.52 | 1.55 | 1.58 | 1.61 | 1.64 | 1.67 | 1.70 | 1.73 | 1.76 | Resultado | Pontos | Notas | Total |
| ------- | --------------------- | ------------- | ---- | ---- | ---- | ---- | ---- | ---- | ---- | ---- | ---- | ---- | ---- | ---- | ---- | --------- | ------ | ----- | ----- |
| 1       | Shannon Verster       | África do Sul | –    | –    | –    | –    | –    | –    | o    | –    | o    | –    | xo   | o    | xxx  | 1.73      | 891    |       | 1808  |
| 2       | Odile Ahouanwanou     | Benim         | –    | –    | –    | –    | –    | –    | –    | o    | –    | o    | o    | xxx  |      | 1.70      | 855    |       | 1859  |
| 3       | Wedian Mokhtar        | Egito         | –    | –    | o    | –    | –    | –    | o    | o    | xxx  |      |      |      |      | 1.61      | 747    |       | 1566  |
| 4       | Adèle Mafogang Tenkeu | Camarões      | o    | –    | o    | o    | o    | o    | xxo  | xxx  |      |      |      |      |      | 1.58      | 712    |       | 1447  |
| 5       | Nada Chroudi          | Tunísia       | –    | –    | –    | o    | o    | o    | xxx  |      |      |      |      |      |      | 1.55      | 678    |       | 1545  |
| 6       | Aminata Bah           | Mali          | o    | o    | o    | xo   | xo   | xxx  |      |      |      |      |      |      |      | 1.52      | 644    |       | 1373  |
| 7       | Kemi Petersen         | Nigéria       | o    | –    | o    | xo   | xxx  |      |      |      |      |      |      |      |      | 1.49      | 610    |       | 1523  |

### Arremesso de peso
A prova teve início dia 8 de junho às 12:15.
| Posição | Atleta                | Nacionalidade | #1    | #2    | #3    | Resultado | Pontos | Notas | Total |
| ------- | --------------------- | ------------- | ----- | ----- | ----- | --------- | ------ | ----- | ----- |
| 1       | Odile Ahouanwanou     | Benim         | 14.13 | 13.89 | 13.47 | 14.13     | 803    |       | 2662  |
| 2       | Nada Chroudi          | Tunísia       | 12.12 | x     | 12.40 | 12.40     | 688    |       | 2233  |
| 3       | Kemi Petersen         | Nigéria       | x     | 8.37  | 10.88 | 10.88     | 587    |       | 2110  |
| 4       | Shannon Verster       | África do Sul | 10.37 | 10.11 | 10.46 | 10.46     | 560    |       | 2368  |
| 5       | Wedian Mokhtar        | Egito         | x     | 10.03 | 9.03  | 10.03     | 531    |       | 2097  |
| 6       | Adèle Mafogang Tenkeu | Camarões      | x     | 8.51  | 9.43  | 9.43      | 492    |       | 1939  |
| 7       | Aminata Bah           | Mali          | 8.24  | 9.09  | 9.12  | 9.12      | 472    |       | 1845  |

### 200 metros
A prova teve início dia 8 de junho às 16:40.
Vento: -0.2 m/s
| Posição | Raia | Atleta                | Nacionalidade | Tempo | Pontos | Notas | Total |
| ------- | ---- | --------------------- | ------------- | ----- | ------ | ----- | ----- |
| 1       | 8    | Odile Ahouanwanou     | Benim         | 24.73 | 912    |       | 3574  |
| 2       | 5    | Kemi Petersen         | Nigéria       | 25.09 | 879    |       | 2989  |
| 3       | 2    | Adèle Mafogang Tenkeu | Camarões      | 25.81 | 814    |       | 2753  |
| 4       | 6    | Shannon Verster       | África do Sul | 25.84 | 811    |       | 3179  |
| 5       | 7    | Nada Chroudi          | Tunísia       | 26.76 | 732    |       | 2965  |
| 6       | 4    | Aminata Bah           | Mali          | 27.80 | 647    |       | 2492  |
| 7       | 3    | Wedian Mokhtar        | Egito         | 28.14 | 620    |       | 2717  |

### Salto em distância
A prova teve início dia 9 de junho às 09:30.
| Posição | Atleta                | Nacionalidade | #1    | #2    | #3    | Resultado | Pontos | Notas | Total |
| ------- | --------------------- | ------------- | ----- | ----- | ----- | --------- | ------ | ----- | ----- |
| 1       | Odile Ahouanwanou     | Benim         | 5.72v | 5.94v | 5.96v | 5.96v     | 837    |       | 4411  |
| 2       | Nada Chroudi          | Tunísia       | 5.19v | 5.76v | 5.91  | 5.91      | 822    |       | 3787  |
| 3       | Shannon Verster       | África do Sul | 5.30v | 5.45v | 5.28w | 5.45v     | 686    |       | 3865  |
| 4       | Kemi Petersen         | Nigéria       | 5.40  | 5.27v | 5.35v | 5.40      | 671    |       | 3660  |
| 5       | Aminata Bah           | Mali          | 4.95w | 5.06v | 4.97v | 5.06v     | 576    |       | 3068  |
| 6       | Adèle Mafogang Tenkeu | Camarões      | 4.41v | 5.01  | 4.86  | 5.01      | 562    |       | 3315  |
| 7       | Wedian Mokhtar        | Egito         |       |       |       | DNS       | 0      |       | DNF   |

### Lançamento de dardo
A prova teve início dia 9 de junho às 10:15.
| Posição | Atleta                | Nacionalidade | #1    | #2    | #3    | Resultado | Pontos | Notas | Total |
| ------- | --------------------- | ------------- | ----- | ----- | ----- | --------- | ------ | ----- | ----- |
| 1       | Odile Ahouanwanou     | Benim         | 42.29 | –     | –     | 42.29     | 711    |       | 5122  |
| 2       | Nada Chroudi          | Tunísia       | 38.37 | x     | 38.39 | 38.39     | 636    |       | 4423  |
| 3       | Shannon Verster       | África do Sul | 38.17 | x     | –     | 38.17     | 632    |       | 4497  |
| 4       | Kemi Petersen         | Nigéria       | 32.19 | 33.24 | 33.33 | 33.33     | 540    |       | 4200  |
| 5       | Adèle Mafogang Tenkeu | Camarões      | 31.17 | 30.07 | 30.05 | 31.17     | 499    |       | 3814  |
| 6       | Aminata Bah           | Mali          | 28.32 | 25.99 | 26.79 | 28.32     | 445    |       | 3513  |

### 800 metros
A prova teve início dia 9 de junho às 16:45.
| Posição | Atleta                | Nacionalidade | Tempo   | Pontos | Notas |
| ------- | --------------------- | ------------- | ------- | ------ | ----- |
| 1       | Adèle Mafogang Tenkeu | Camarões      | 2:14.82 | 895    |       |
| 2       | Shannon Verster       | África do Sul | 2:19.37 | 832    |       |
| 3       | Kemi Petersen         | Nigéria       | 2:23.98 | 770    |       |
| 4       | Nada Chroudi          | Tunísia       | 2:29.94 | 694    |       |
| 5       | Odile Ahouanwanou     | Benim         | 2:34.80 | 634    |       |
| 6       | Aminata Bah           | Mali          | 3:04.44 | 325    |       |

## Resultado final
| Colocação         | Atleta                | Nacionalidade | 100 m C/B | SA   | AP    | 200 m | SD    | LD    | 800 m   | Total | Notas |
| ----------------- | --------------------- | ------------- | --------- | ---- | ----- | ----- | ----- | ----- | ------- | ----- | ----- |
| Medalha de ouro   | Odile Ahouanwanou     | Benim         | 13.82     | 1.70 | 14.13 | 24.73 | 5.96v | 42.29 | 2:34.80 | 5756  |       |
| Medalha de prata  | Shannon Verster       | África do Sul | 14.44     | 1.73 | 10.46 | 25.84 | 5.45v | 38.17 | 2:19.37 | 5329  |       |
| Medalha de bronze | Nada Chroudi          | Tunísia       | 14.81     | 1.55 | 12.40 | 26.76 | 5.91  | 38.39 | 2:29.94 | 5117  |       |
| 4                 | Kemi Petersen         | Nigéria       | 14.47     | 1.49 | 10.88 | 25.09 | 5.40  | 33.33 | 2:23.98 | 4970  |       |
| 5                 | Adèle Mafogang Tenkeu | Camarões      | 15.83     | 1.58 | 9.43  | 25.81 | 5.01  | 31.17 | 2:14.82 | 4709  |       |
| 6                 | Aminata Bah           | Mali          | 15.88     | 1.52 | 9.12  | 27.80 | 5.06v | 28.32 | 3:04.44 | 3838  |       |
| 7                 | Wedian Mokhtar        | Egito         | 15.17     | 1.61 | 10.03 | 28.14 | DNS   | –     | –       | DNF   |       |

Legenda
| Recorde mundial       | Recorde mundial (World record)               |                       | Recorde africano                      | Recorde africano (African) |                                           | Q | Classificado por posição (Qualified) |
| Recorde do campeonato | Recorde do campeonato (Championship record)  | Recorde da América    | Recorde da América (Americas)         | q                          | Classificado por melhor tempo (Qualified) |   |                                      |
| Melhor marca do ano   | Melhor marca do ano (World leading)          | Recorde asiático      | Recorde asiático (Asian)              | DNS                        | Não largou (Did not start)                |   |                                      |
| Recorde nacional      | Recorde nacional (National record)           | Recorde europeu       | Recorde europeu (European)            | DNF                        | Não terminou (Did not finish)             |   |                                      |
| Recorde pessoal       | Recorde pessoal do atleta (Personal best)    | Recorde da Oceania    | Recorde da Oceania (Oceania)          | DSQ / DQ                   | Desclassificado (Disqualified)            |   |                                      |
| Recorde da temporada  | Recorde da temporada do atleta (Season best) | Recorde sul-americano | Recorde sul-americano (South America) | NM                         | Sem marca (No mark)                       |   |                                      |